# Valentín Fauro Aguirre
Valentín Fauro Aguirre (n. Córdoba, Argentina; 23 de febrero de 1998) es un futbolista argentino. Juega de delantero y su equipo actual es Club Atlético Racing, del Federal A de Argentina.

## Trayectoria

### Instituto
Se encontraba en las divisiones inferiores de Instituto. No debutó en Primera División. promovido a la primera división desde julio de 2015. Convirtió en divisiones inferiores (86) ochenta y seis goles, razón que motivo su convocatoria al combinado nacional.

### Torino
Estuvo un breve tiempo a prueba en el Torino Football Club. 

### Catania Calcio
El club Catania Calcio estuvo a punto de contratar sus servicios pero la quiebra del club lo impidió en el momento.

### San Luis de Quillota
Estuvo 6 meses en el club San Luis de Quillota pero por problemas de la dirigencia no pudo jugar en el primer equipo y jugó en la reserva del club.

### Club Atlético Argentino Peñarol
Jugó en Club Atlético Argentino Peñarol En la Liga Cordobesa de Futbol el torneo regional amateur, convirtiendo varios goles.

### Rotonda Calcio
Último paso por el rotonda calcio donde consiguió el ascenso a la serie D.

Club Atlético Racing
Es refuerzo del club Atlético Racing de Córdoba para disputar el torneo Federal A del año 2021 

Club Atlético Racing

## Selección nacional

### Selección Argentina Sub-17
El 25 de enero de 2015, Miguel Ángel Lemme incluyó a Valentín Fauro Aguirre en la Preselección Sub-17 de 31 jugadores para disputar el Campeonato Sudamericano Sub-17 a disputarse en Paraguay, de esta nómina quedarán 22 jugadores. Los jugadores se entrenarán de cara al certamen a partir del 26 de enero. Siendo el único jugador de un equipo de la segunda division de Argentina.
El 20 de febrero de 2015, Miguel Ángel Lemme, director técnico de la Selección Argentina Sub-17, entregó una lista con los 22 futbolistas en el cual fue convocado para que comenzara a entrenarse de cara al Campeonato Sudamericano Sub-17 de la categoría que se disputará a partir de marzo en Paraguay. Siendo el primer jugador de la historia de Instituto Atlético Central Córdoba en representar a su País a este nivel.

## Estadísticas

### Selecciones
Actualizado al 7/10/2020
| Selección        | Año           | Partidos Amistoso- Sudamericano | Partidos Amistoso- Sudamericano | Partidos Amistoso- Sudamericano | Total | Total | Total |
| Selección        | Año           | PJ                              | G                               | A                               | PJ    | G     | A     |
| ---------------- | ------------- | ------------------------------- | ------------------------------- | ------------------------------- | ----- | ----- | ----- |
| Argentina Sub-17 | 2018-2019     | 8                               | 3                               | -                               | 8     | 3     | 0     |
| Argentina Sub-17 | Total         | 8                               | 3                               | -                               | 8     | 3     | 0     |
| Total carrera    | Total carrera | 8                               | 3                               | -                               | 8     | 3     | 0     |

#### Participaciones con la selección
| N.º | Torneo                   | Sede     | Resultado  |
| --- | ------------------------ | -------- | ---------- |
| 1   | Sudamericano Sub-17 2015 | Paraguay | Subcampeón |